# NGC 4399
NGC 4399 ist ein H-II-Gebiet beziehungsweise eine riesige Sternassoziation in der Balkenspiralgalaxie NGC 4395. Das H-II-Gebiet wurde am 13. April 1850 vom irischen Astronomen George Johnstone Stoney, einem Assistenten von William Parsons, entdeckt.